# (33714) Sarakaufman
(33714) Sarakaufman est un astéroïde de la ceinture principale.

## Description
(33714) Sarakaufman est un astéroïde de la ceinture principale. Il fut découvert le 9 juin 1999 à Socorro (Nouveau-Mexique) par le projet LINEAR. Il présente une orbite caractérisée par un demi-grand axe de 2,41 UA, une excentricité de 0,10 et une inclinaison de 5,5° par rapport à l'écliptique.